# Верхояровка
Верхояровка (укр. Верхоярівка) — село в Пирятинском городском совете Пирятинского района Полтавской области Украины.
Код КОАТУУ — 5323810101. Население по переписи 2001 года составляло 241 человек.
Село указано на подробной карте Российской Империи и близлежащих заграничных владений 1816 года как хутор Ланченского
Был приписан к Успенской церкви в Пирятине

## Географическое положение
Село Верхояровка находится между городом Пирятин и селом Калинов Мост (0,5 км). Рядом проходят автомобильная дорога Т-2501 и 
железная дорога, станция Сосиновка в 3-х км.